# Roberto de Nantes
Roberto de Nantes fue nombrado Patriarca de Jerusalén el 15 de mayo de 1240, después de estar vacante el patriarcado durante casi año y medio, en el que las intrigas del Papa Gregorio IX impidieron el nombramiento de Jacobo de Vitry, después de la muerte de Gerardo de Lausana.
Nació en la Saintonge, y ejerció como obispo de Nantes antes de partir a Tierra Santa.
Murió el 8 de junio de 1254, sucediéndole en el cargo Jacobo Pantaleón de Court-Palais, el futuro Papa Urbano IV.